# Affliction: Day of Reckoning
Affliction: Day of Reckoning（アフリクション：デイ・オブ・レコニング）は、アメリカ合衆国の総合格闘技団体「Affliction」の大会の一つ。2009年1月24日、カリフォルニア州アナハイムのホンダセンターで開催された。

## 大会概要
メインイベントのWAMMA世界ヘビー級タイトルマッチでは、王者エメリヤーエンコ・ヒョードルが元UFC世界ヘビー級王者アンドレイ・アルロフスキーをKOで下し、WAMMA世界ヘビー級王座の初防衛に成功した。

## 試合結果

### プレリミナリィカード
第1試合 ウェルター級 5分3R
○  ブレット・クーパー vs.  パトリック・スペイト ×
2R 4:39 TKO（レフェリーストップ：右アッパー→パウンド）
第2試合 フェザー級 5分3R
○  アルバート・リオス vs.  アントニオ・デュアルテ ×
3R終了 判定3-0（29-28、29-28、29-28）
第3試合 フェザー級 5分3R
○  L.C.デイビス vs.  バオ・クァーチ ×
3R終了 判定3-0（29-28、29-28、29-28）
第4試合 ライトヘビー級 5分3R
○  アントニオ・ホジェリオ・ノゲイラ vs.  ウラジミール・マティシェンコ ×
2R 4:26 KO（膝蹴り）

### メインカード
第5試合 ライト級 5分3R
○  ダン・ローゾン vs.  ボビー・グリーン ×
1R 4:55 チョークスリーパー
第6試合 ヘビー級 5分3R
○  ポール・ブエンテロ vs.  キリル・シデルニコフ ×
3R 4:18 TKO（ドクターストップ：カット）
第7試合 ライトヘビー級 5分3R
○  レナート・ババル vs.  ソクジュ ×
2R 2:37 アナコンダチョーク
第8試合 ミドル級 5分3R
○  ビクトー・ベウフォート vs.  マット・リンドランド ×
1R 0:37 KO（左ストレート→パウンド）
第9試合 ヘビー級 5分3R
○  ジョシュ・バーネット vs.  ギルバート・アイブル ×
3R 3:05 ギブアップ（マウントパンチ）
第10試合 WAMMA世界ヘビー級タイトルマッチ 5分5R
○  エメリヤーエンコ・ヒョードル vs.  アンドレイ・アルロフスキー ×
1R 3:14 KO（右フック）
※ヒョードルが王座の初防衛に成功。

### スウィングバウト
第11試合 ウェルター級 5分3R
○  ジェイ・ヒエロン vs.  ジェイソン・ハイ ×
1R 1:04 KO（左フック）